# Helia dentata
Helia dentata là một loài bướm đêm trong họ Erebidae.